# Stijn Baeten
Stijn Baeten (* 3. Juni 1994) ist ein belgischer Leichtathlet, der sich auf den Mittelstreckenlauf spezialisiert hat.

## Sportliche Laufbahn
Erste internationale Erfahrungen sammelte Stijn Baeten im Jahr 2013, als er bei den Junioreneuropameisterschaften in Rieti im 800-Meter-Lauf mit 1:53,72 min in der ersten Runde ausschied. 2019 nahm er im 1500-Meter-Lauf an der Sommer-Universiade in Neapel teil und belegte dort in 3:54,26 min den vierten Platz. 2021 erreichte er bei den Halleneuropameisterschaften in Toruń mit 3:46,31 min Rang 13 und gewann im Dezember in 18:06 min gemeinsam mit Elise Vanderelst, Ruben Verheyden und Vanessa Scaunet die Bronzemedaille in der Mixed-Staffel bei den Crosslauf-Europameisterschaften in Dublin hinter den Teams aus dem Vereinigten Königreich und Frankreich. Im Jahr darauf gelangte er bei den Crosslauf-Europameisterschaften 2022 in Turin mit 17:47 min auf Rang sieben in der Mixed-Staffel.
2020 wurde Baeten belgischer Hallenmeister im 1500-Meter-Lauf.

## Persönliche Bestzeiten
- 800 Meter: 1:47,12 min, 16. Juli 2016 in Heusden-Zolder
  - 800 Meter (Halle): 1:53,17 min, 10. Februar 2013 in Gent
- 1500 Meter: 3:36,52 min, 2. Juli 2022 in Heusden-Zolder
  - 1500 Meter (Halle): 3:39,88 min, 30. Januar 2021 in Liévin
- Meile: 3:56,03 min, 4. September 2021 in Mailand